# 自分の事ばかりで情けなくなるよ
『自分の事ばかりで情けなくなるよ』は2013年に公開された日本映画。松居大悟が監督を務め、クリープハイプの尾崎世界観の原案を元に作り上げた青春群像劇。

## 概要
クリープハイプの楽曲をもとに松居大悟が作ってきた短編「イノチミジカシコイセヨオトメ」、「あたしの窓」、「おやすみ泣き声、さよなら歌姫」、「傷つける」の4部作品で構成されている。
タイトルの「自分の事ばかりで情けなくなるよ」は、クリープハイプのアルバム『吹き零れる程のI、哀、愛』収められているボーナストラックの楽曲でもある。
第26回東京国際映画祭では日本映画スプラッシュ部門に出品された。

## キャスト
傷つける
- リクオ：池松壮亮
- ユーナ：黒川芽以

イノチミジカシコイセヨオトメ
- クミコ：安藤聖
- ヒデキ：尾上寛之

あたしの窓
- ミエ：山田真歩

おやすみ泣き声、さよなら歌姫
- ツダ：大東駿介

## スタッフ
- 監督・脚本：松居大悟
- プロデューサー：横田直樹、三谷敏久、林武志
- 原案：クリープハイプ
- 撮影：塩谷大樹
- 照明：横堀和宏、壽村智之、西田真智公
- 録音・MIX：戸村貴臣
- 美術：片平圭衣子
- 衣装：谷野留美子、石橋修一、中兼英朗
- ヘアメイク：斉藤直子、野本滋代、矢口憲一
- 音楽：クリープハイプ
- 助監督：畑井雄介
- 配給：SPOTTED PRODUCTIONS